# Герб Золотого Поля
Герб Золотого Поля — офіційний символ села Золоте Поле (Кіровського району АРК), затверджений рішенням Золотополенської сільської ради від 10 жовтня 2008 року.

## Опис герба
У синьому полі золоте гроно винограду з листочками у срібній чаші; у відділеній золотою нитяною ламаною балкою зеленій основі покладені навхрест два золоті колоски.